# Пор (Франция)
Пор (фр. Port) — коммуна во Франции, находится в регионе Рона — Альпы. Департамент — Эн. Входит в состав кантона Нантюа. Округ коммуны — Нантюа.
Код INSEE коммуны — 01307.

## География
Коммуна расположена приблизительно в 390 км к юго-востоку от Парижа, в 75 км северо-восточнее Лиона, в 27 км к востоку от Бурк-ан-Бреса.

## Климат
Климат полуконтинентальный с холодной зимой и тёплым летом. Дожди бывают нечасто, в основном летом.

## Население
Население коммуны на 2010 год составляло 847 человек.
| 1962 | 1968 | 1975 | 1982 | 1990 | 1999 | 2010 |
| ---- | ---- | ---- | ---- | ---- | ---- | ---- |
| 265  | 240  | 355  | 509  | 773  | 913  | 847  |

## Администрация
| Период | Период | Фамилия          | Партия        | Примечания |
| ------ | ------ | ---------------- | ------------- | ---------- |
| 1995   | 2001   | Жерар Перре      |               |            |
| 2001   | 2014   | Брюно Пеллегрини | Разные правые |            |
| 2014   | 2020   | Жерар Дютре      |               |            |

## Экономика
В 2010 году среди 573 человек трудоспособного возраста (15—64 лет) 440 были экономически активными, 133 — неактивными (показатель активности — 76,8 %, в 1999 году было 79,7 %). Из 440 активных жителей работали 388 человек (213 мужчин и 175 женщин), безработных было 52 (25 мужчин и 27 женщин). Среди 133 неактивных 38 человек были учениками или студентами, 50 — пенсионерами, 45 были неактивными по другим причинам.

## Фотогалерея

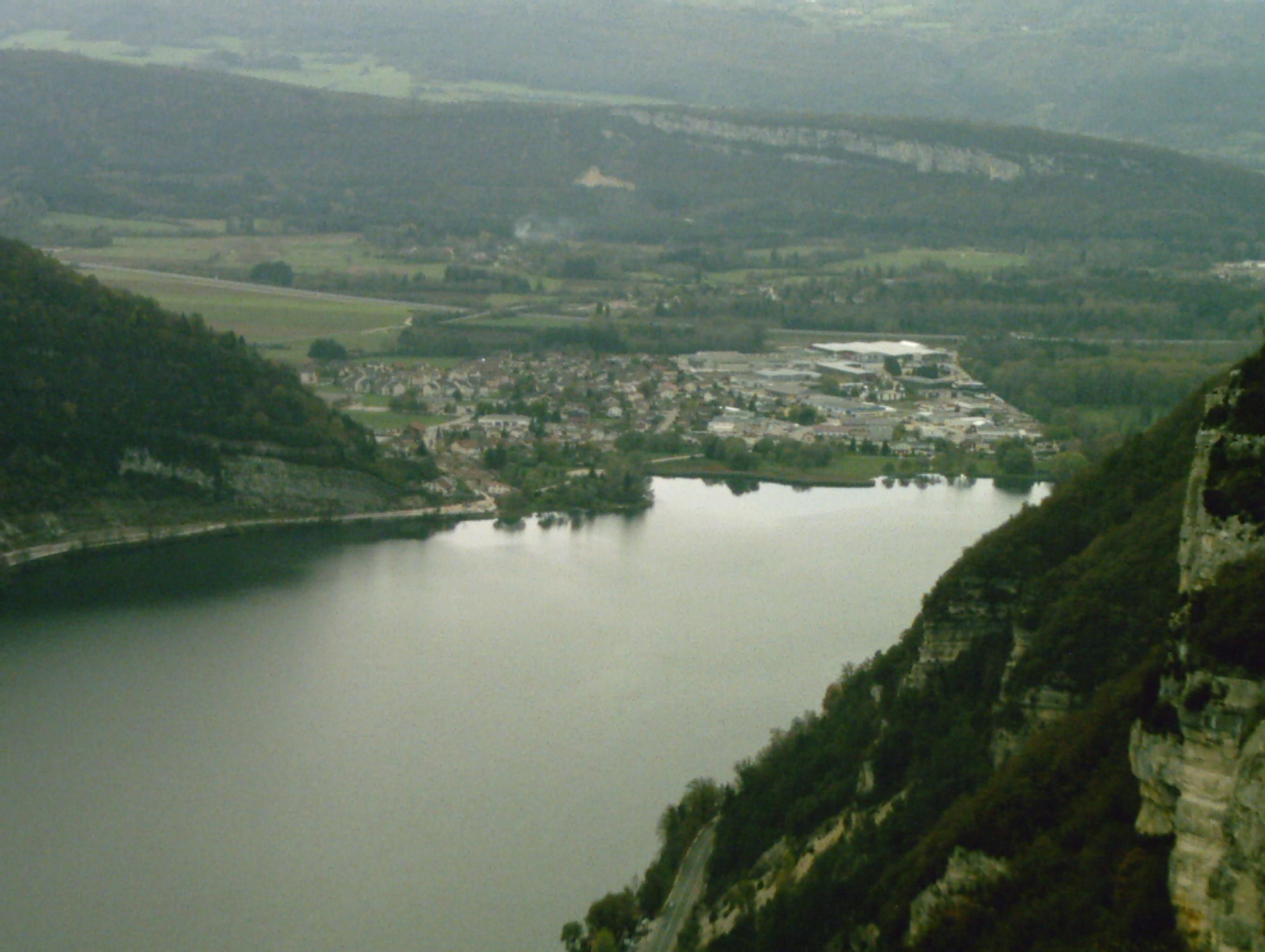
Пор
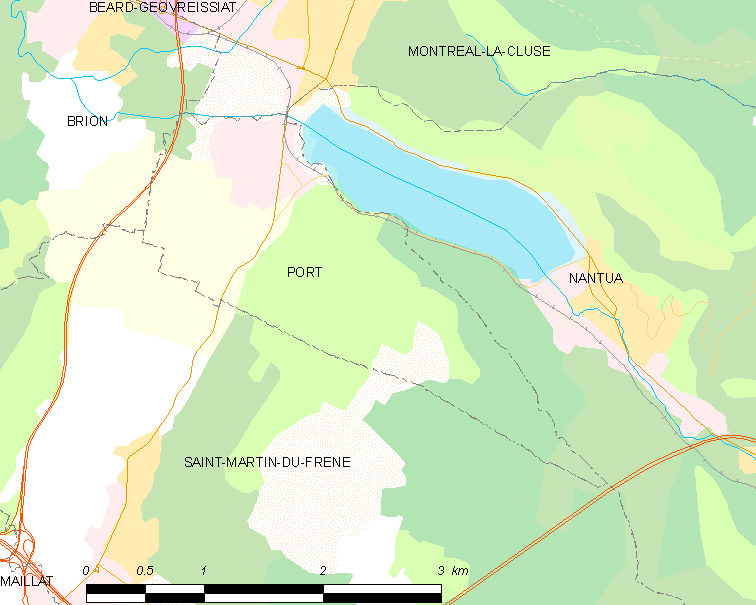
Карта коммуны